# Бернулијеви полиноми
Бернулијеви полиноми у математици представљају полиноме, који су добили име према Јакобу Бернулију, а сусрећу се приликом изучавања многих специјалних функција, а посебно Риманове зета функције и Хурвицове зета функције.

## Општи облик
{\displaystyle B_{n}(x)=\sum _{k=0}^{n}{n \choose k}B_{n-k}x^{k}}, где су {\displaystyle {n \choose k}} — биномни коефицијенти, а {\displaystyle \ B_{k}} — Бернулијеви бројеви.
Или
{\displaystyle B_{n}(x)=\sum _{m=0}^{n}{\frac {1}{m+1}}\sum _{k=0}^{m}(-1)^{k}{m \choose k}(x+k)^{n}.}

## Генерирајућа функција и чланови
Генерирајућа функција Бернулијевих полинома је:
{\displaystyle {\frac {te^{xt}}{e^{t}-1}}=\sum _{n=0}^{\infty }B_{n}(x){\frac {t^{n}}{n!}}.}
Неколико првих Бернулијевих полинома:
{\displaystyle \ B_{0}(x)=1,}
{\displaystyle B_{1}(x)=x-{\frac {1}{2}},}
{\displaystyle B_{2}(x)=x^{2}-x+{\frac {1}{6}},}
{\displaystyle B_{3}(x)=x^{3}-{\frac {3}{2}}x^{2}+{\frac {1}{2}}x,}
{\displaystyle B_{4}(x)=x^{4}-2x^{3}+x^{2}-{\frac {1}{30}}x,}
{\displaystyle B_{5}(x)=x^{5}-{\frac {5}{2}}x^{4}+{\frac {5}{3}}x^{3}-{\frac {1}{6}}x,}
{\displaystyle B_{6}(x)=x^{6}-3x^{5}+{\frac {5}{2}}x^{4}-{\frac {1}{2}}x^{2}+{\frac {1}{42}}.}

## Својства
{\displaystyle \ B_{n}(0)=B_{n}}.
Рачунајући извод генерирајуће функције по x добија се:
{\displaystyle t^{2}\ e^{tx}{\frac {1}{e^{t}-1}}=\sum _{n=0}^{\infty }{\frac {B'_{n}(x)}{n!}}t^{n}}.
Лева страна разликује се од генерирајуће функције само по t, па је:
{\displaystyle \sum _{n=0}^{\infty }{\frac {B'_{n}(x)}{n!}}t^{n}=\sum _{n=0}^{\infty }{\frac {B_{n}(x)}{n!}}t^{n+1}}.
Из чега се добија
{\displaystyle {\frac {B'_{n}(x)}{n!}}={\frac {B_{n-1}(x)}{(n-1)!}}}, а онда је
{\displaystyle \ B'_{n}(x)=nB_{n-1}(x)}.
Из последње једначине добија се правило интегрирања Бернулијевих полинома:
{\displaystyle \ B_{n}(x)=B_{n}+n\int _{0}^{x}B_{n-1}(t)\,dt}.
{\displaystyle \int _{0}^{1}B_{n}(x)dx=1} (када је {\displaystyle n>0} )
Следећа сума позната као Фаулхаберова формула даде се приказати помоћу Бернулијевих полинома:
{\displaystyle \sum _{k=0}^{x}k^{p}={\frac {B_{p+1}(x+1)-B_{p+1}(0)}{p+1}}.}

## Интеграли
{\displaystyle \int _{a}^{x}B_{n}(t)\,dt={\frac {B_{n+1}(x)-B_{n+1}(a)}{n+1}}}
Definite integrals
{\displaystyle \int _{0}^{1}B_{n}(t)B_{m}(t)\,dt=(-1)^{n-1}{\frac {m!n!}{(m+n)!}}B_{n+m}\quad {\mbox{ for }}m,n\geq 1}